# Lijst van acteurs in Star Trek
Lijst van acteurs in de Amerikaanse sciencefiction tv- en filmserie Star Trek.

## A
- F. Murray Abraham

## B
- Scott Bakula
- Majel Barrett
- Jolene Blalock
- LeVar Burton

## C
- Kim Cattrall
- Joan Collins

## D
- James Doohan
- Michael Dorn

## F
- Louise Fletcher
- Jonathan Frakes

## G
- Whoopi Goldberg

## K
- DeForest Kelley

## L
- Christopher Lloyd

## M
- Gates McFadden
- Colm Meaney
- Kate Mulgrew

## N
- Leonard Nimoy

## P
- Brock Peters
- Robert Picardo

## R
- Jeri Ryan

## S
- Dwight Schultz
- William Shatner
- Alexander Siddig
- Brent Spiner
- Patrick Stewart

## V
- Nana Visitor

## W
- Wil Wheaton